# Pillsbury Company

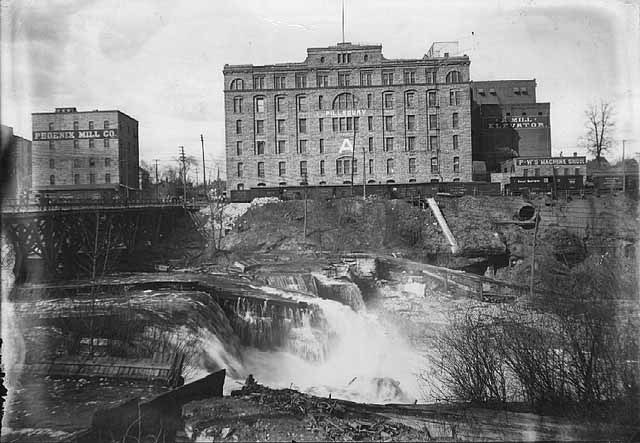
Die Pillsbury A Mill zu Beginn des 20. Jahrhunderts.

C.A. Pillsbury and Company war ein US-amerikanischer Lebensmittelhersteller mit Sitz in Minneapolis.

## Geschichte
Charles Pillsbury gründete seine Mühle 1869 in Minneapolis und baute sie innerhalb von zwölf Jahren zur weltgrößten Weizenmühle aus.
1959 entwickelte Pillsbury im Auftrag der NASA das Lebensmittelsicherheitskonzept hazard analysis and critical control points (Gefahrenanalyse und kritische Kontrollpunkte), das sich in der Folge zu einem weltweiten Standard entwickelte. 1967 erwarb Pillsbury die amerikanische Schnellrestaurantkette „Burger King“. 1979 folgte der Kauf von „Green Giant“ (Tiefkühl- und Dosengemüse), gefolgt von dem Erwerb von „Häagen-Dazs“ 1983.
1989 wurde Pillsbury in einer feindlichen Übernahme von dem britischen Mischkonzern „Grand Metropolitan“ übernommen. Nachdem dieser 1997 mit der „Guinness-Brauerei“ zu „Diageo“ fusioniert hatte, wurde Pillsbury von Diageo 2001 an den amerikanischen Lebensmittelkonzern „General Mills“ verkauft. Seither handelt es sich nur mehr um die Marke Pillsbury.
In Deutschland war Pillsbury vor allem durch die Knack-und-Back-Produkte bekannt. Deren bekannte Werbefigur und Sympathieträger ist der in Deutschland als „Teigmännchen“ bekannte dough boy, ein stilisiertes Knetmännchen aus Backteig, das vom deutschstämmigen Werbemanager Rudolph Perz (1925–2015) im Jahr 1965 erfunden worden ist.

## Trivia
Der Kauf von Pillsbury Company durch General Mills führte dazu, dass die Betty Crocker Küchen seit 2003 wieder zeitweise der Öffentlichkeit zugänglich gemacht wurden. Nachdem die 1921 entwickelte Werbefigur Betty Crocker sich nicht zuletzt wegen ihrer Radiosendungen als äußerst beliebt erwiesen hatte, hatte General Mills Verbrauchern Führungen durch die Testküchen des Unternehmens angeboten. Seit 1946 firmierten diese Testküchen unter dem Namen Betty Crocker Küchen. 1985 wurden die Führungen eingestellt, weil man Produktionsgeheimnisse so schützen wollte. Der Aufkauf von Pillsbury machte es notwendig, die Testküchen beider Unternehmen zusammenzulegen und führte dazu, dass man die Testküchen vollständig neu entwickelte. Seit 2003 ist dort in regelmäßigen Abständen Publikum zu Führungen und Veranstaltungen zugelassen.